# Joos van Craesbeeck
Joos van Craesbeeck, auch Joos van Craesbeke (* um 1605 in Neerlinter in Brabant; † zwischen 1654 und 1661 in Brüssel), war ein flämischer Maler und Bäcker.

## Leben

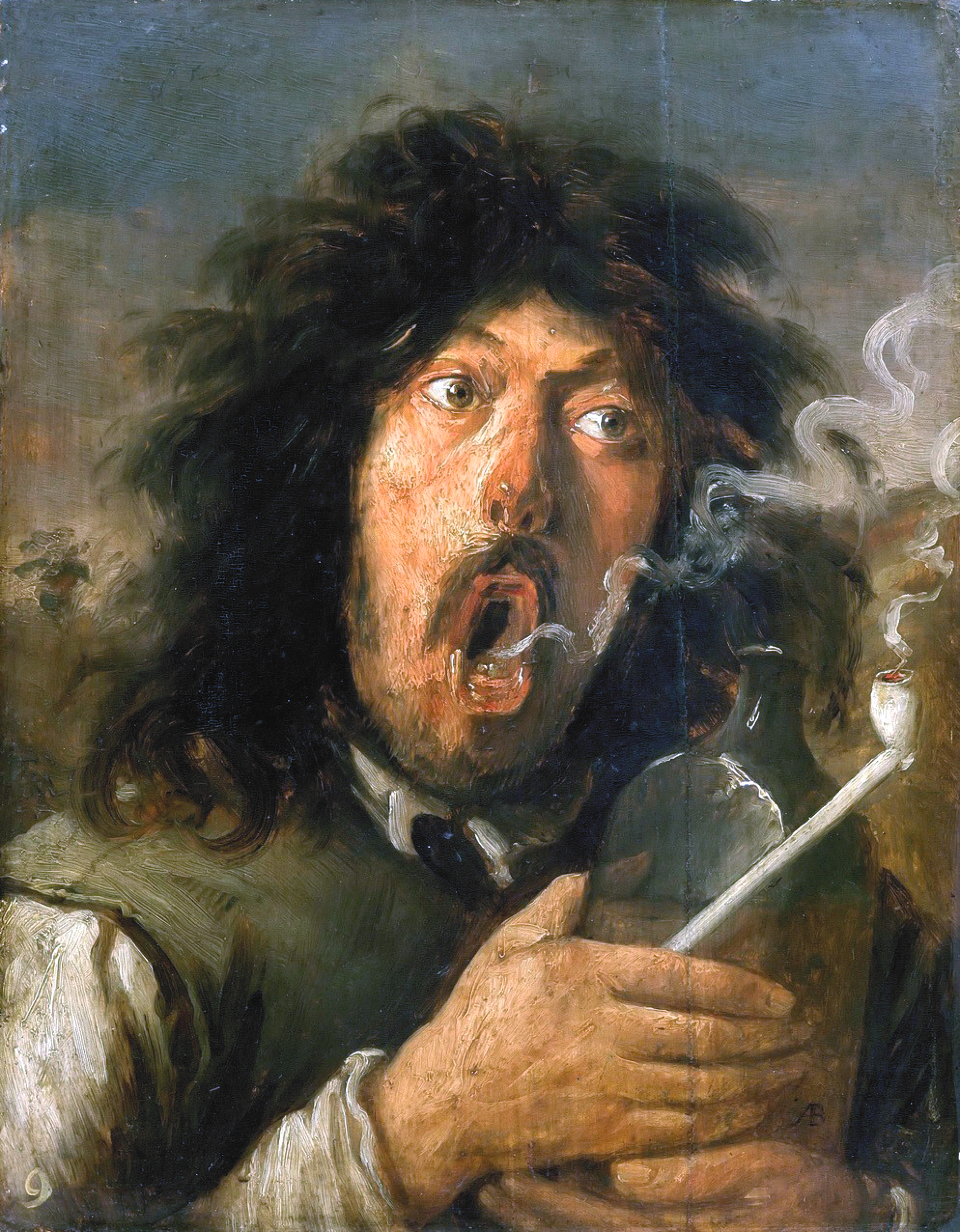
Joos van Craesbeeck:
Der Raucher oder Der Trinker
Louvre, Paris
möglicherweise ein Selbstporträt

Joos van Craesbeeck begann seine Karriere als Geselle beim Bäcker Aert Tielens auf dem Antwerpener Kastell. Dort lernte er Johanna, die Tochter seines Meisters kennen, die er 1631 heiratete. Ab dem 31. Juli des gleichen Jahres erhielt er alle Rechte eines Bürgers von Antwerpen. 1633 lernte er den Maler Adriaen Brouwer kennen, der auf dem Kastell eine Haftstrafe absaß. Dieser brachte Craesbeeck das Malen bei. 1633/34 ließ er sich bei der Antwerpener Lukasgilde als schilder (en bakker) eintragen. Gegen 1647/48 wurde dort auch sein Sohn Josephus (Jan) Craesbeeck als Lehrjunge geführt. Kurz darauf muss Craesbeeck Antwerpen verlassen haben und nach Brüssel gezogen sein, denn am 5. März 1651 meldete er sich bei der dortigen Lukasgilde an. 1653/54 nahm er Lucas Viters als Lehrjungen auf. Über sein weiteres Leben ist nichts bekannt. Lediglich 1661 kann man bei Cornelis de Bie nachlesen, dass Craesbeeck bereits verstorben war, ohne dass dazu genauere Angaben gemacht werden.

## Werke
Obwohl Craesbeeck die meisten seiner Bilder signiert hat, ist keines der bisher bekannten Werke datiert. Trotzdem lassen sich durch stilistische Befunde drei Schaffensphasen seines Wirkens unterscheiden, von denen die früheste stark an Brouwers Stil angelegt ist. Während es ihm in der Thematik und in der Farbgebung gelingt, mit Brouwer mitzuhalten, erreicht er doch nicht dessen gestalterische Fähigkeiten in der Umsetzung von angelegten Szenerien. In seiner zweiten Phase behielt er die Bildthemen zwar weitgehend bei, verabschiedete sich aber von der für Brouwer typischen Farbgebung und benutzte leuchtendere Farben, die er anfänglich vor dunklen, dann zunehmend vor hellen Hintergründen verwendete. Seine Figuren verloren ihren bäuerlichen Charakter und nahmen etwas vornehmere, städtische Züge an. Zusätzlich zu den Bauernszenen tauchten nun auch religiöse Themen in seinen Bildern auf. Ab etwa 1650 beginnt seine dritte Phase. Hatte er bis dahin Kompositionen bevorzugt, in denen das Geschehen bildfüllend ins Zentrum gerückt war, verschob er dieses nun immer weiter an den Rand. Gleichzeitig wirken seine Figuren nun oftmals etwas unproportional, da sie kleiner sind und dadurch massiger wirken.
Joos van Craesbeeck signierte seine Bilder meist mit C oder CB, auf einigen Bildern verwendete er auch die Initialen JVCB. Bisher ist nur ein Bild bekannt, das er mit J. v. Craesbecke unterzeichnete.

## Ausgewählte Werke
- Antwerpen, Königliches Museum der Schönen Künste
  - Der Streit im Kellerlokal.
  - Wirtshausszene.
  - Die fünf Sinne.
  - Streit vor dem Wirtshaus
- Berlin, Gemäldegalerie
  - Bauer mit einem Krug.
  - Der müde Wanderer. (zugeschrieben)
- Bremen, Kunsthalle
  - Wirtshausszene.
- ehemals Bremen, Kunsthalle
  - Selbstbildnis (Allegorie der Superbia). (1943 ausgelagert und seitdem verschollen)
- Brüssel, Musées Royaux des Beaux-Arts
  - Retorikgesellschaft.
- Budapest, Szépmüvészeti Múzeum
  - Die Unterhaltung.
  - Trinkende Gesellschaft.
- Den Haag, Stichting Nederlands Kunstbezit
  - Kämpfende Bauern.
- Dijon, Musée des Beaux Arts
  - Die Schlägerei der Komödianten.
- Essen-Bredeney, Villa Hügel
  - Harnschau-Szene.[1]
- Karlsruhe, Staatliche Kunsthalle
  - Die Versuchung des heiligen Antonius.
  - Bildnis eines Mannes mit Pelzmütze und Tonpfeife. (zugeschrieben)
- Kassel, Gemäldegalerie Alte Meister
  - Zechende Gesellschaft vor einem Wirtshaus.
- Liberec, Oblastní gelerie
  - Bauern in einem Bauernhaus.
- Linz, Chorherrenstift St. Florian
  - Der Bethlehemitische Kindermord.
- Los Angeles, J. Paul Getty Museum
  - Interieur mit Kartenspielern.
- Madrid, Museo del Prado
  - Der Heiratskontrakt.
  - Burleske Szene.
- Neuburg an der Donau, Staatsgalerie Neuburg
  - Dorfkneipe.
- Paris, Musée National du Louvre
  - Der Raucher.
  - Die Muschelesser.
- Philadelphia, Museum of Art
  - Interieur mit rauchenden Bauern. (zugeschrieben)
- St. Petersburg, Eremitage
  - Der Trinker.
- Sibiu, Brukenthal Museum
  - Der Besuch des Arztes.
- St. Paul im Lavanttal, Benediktinerstift
  - Festgelage
- Wien, Gemäldegalerie der Akademie der bildenden Künste
  - Bauern vor einer Dorfschenke.
- Wien, Kunsthistorisches Museum
  - Soldaten und Weiber.
  - Bauerngesellschaft im Wirtshaus.
  - Bettler mit verbundenen Arm. (zugeschrieben)
  - Bettler. (zugeschrieben)
  - Bettler im Schnee. (zugeschrieben)
  - Bettlermädchen. (zugeschrieben)
- Wien, Liechtenstein Museum
  - Das Lautenkonzert.
- Wrocław, Muzeum Narodowe
  - Genreszene mit brieflesender Frau.